# Vale de Elá
O vale de Elá, também grafado como vale de Elah (em hebraico: עמק האלה; romaniz.: Emek HaElah; em árabe: وادي السنط; romaniz.: Uadi es-Sunt) e também conhecido como vale dos Terebintos ou vale dos Carvalhos é um vale situado no centro de Israel, conhecido principalmente por ser mencionado na Bíblia como o local onde os israelitas estavam acampados quando David lutou com Golias.
Situa-se 20 km a sudoeste de Belém e a cerca de 30 km a oeste de Jerusalém, muito próximo da cidade de Bete-Semes. Historicamente foi um local de grande importância estratégica devido a ligar a região de Sefelá aos montes da Judeia.
O vale de Elá tem ganho uma nova relevância mais recentemente por servir de base ao argumento de que Israel era mais do que um feudo tribal no tempo do rei David. No vale, mais precisamente em Khirbet Qeiyafa, o professor Yosef Garfinkel descobriu uma cidade fortificada judaica da Idade do Ferro, fundada aproximadamente entre 1050 e 915 a.C.. Alegadamente as  fortificações provam o relato bíblico do Monarquia Unida no início da Idade do Ferro.

## Geografia
O vale situa-se a 300 metros de altitude, tem 7 km de comprimento, de leste a oeste, variando a sua largura entre 2 km na parte ocidental e 0,5 km na parte oriental. O local deve o seu nome aos pistacheiros terebinto (Pistacia palaestina; em hebraico: elah) que ali crescem. No extremo ocidental do vale, perto de Soco, há um terebinto muito velho e de enormes proporções, com mais de 16 metros de altura, e de 5 m de diâmetro de tronco.

## História
À semelhança dos vales de Soreq e de Ajalon, o vale de Elá constitui uma fronteira entre a planície costeira e as terras altas da Judeia, onde se situam as cidade de Jerusalém, Belém e Hebrom. Na Bíblia existem vários relatos de combates que ali tiveram lugar entre as tribos de Israel, que habitavam as terras altas, e os Filisteus, que ocupavam a planície costeira.
Na época do Primeiro Templo (construído no século XI a.C.) existiam várias cidades em volta do vale, como Adulão, Azeca e Soco (17:1). Ao que parece, foi pelo vale de Elá que passaram as tropas babilónias de Nabucodonosor II quando invadiram a Judeia e Jerusalém. Na época do Segundo Templo, foi construída uma fortaleza a leste do vale.
No período romano, existiu uma localidade, conhecida atualmente como Bete Latafa, que servia de centro administrativo e de local de paragem de peregrinos que iam para Jerusalém ou Hebrom. Situava-se no início da estrada romana que atravessa o vale e liga entre Jerusalém e Bete Guvrin (Eleuterópolis).
Em 634 foi travada no vale a batalha de Ajenadaim, na qual as tropas muçulmanas do Califado Ortodoxo derrotaram os Bizantinos, submetendo o centro da Palestina e chegando às portas de Jerusalém, que no entanto só conquistaram em 637.
Durante a guerra da independência de Israel de 1948, o chamado "comboio dos 35" atravessou o vale para ir em auxílio dos kibutzim cercados de Goush Etzion. Em outubro de 1948 o vale é conquistado pelos israelenses da brigada Harel.
Atualmente existem duas localidades no vale: o kibutz Netiv ha-Lamed Hé e o moshav Neve Mikhael. Nas colinas em redor encontram-se as aldeias de Aderet, Aviezer e Zekharia, pertencentes ao conselho regional de Mateh Yehuda, do qual também faz parte Jerusalém

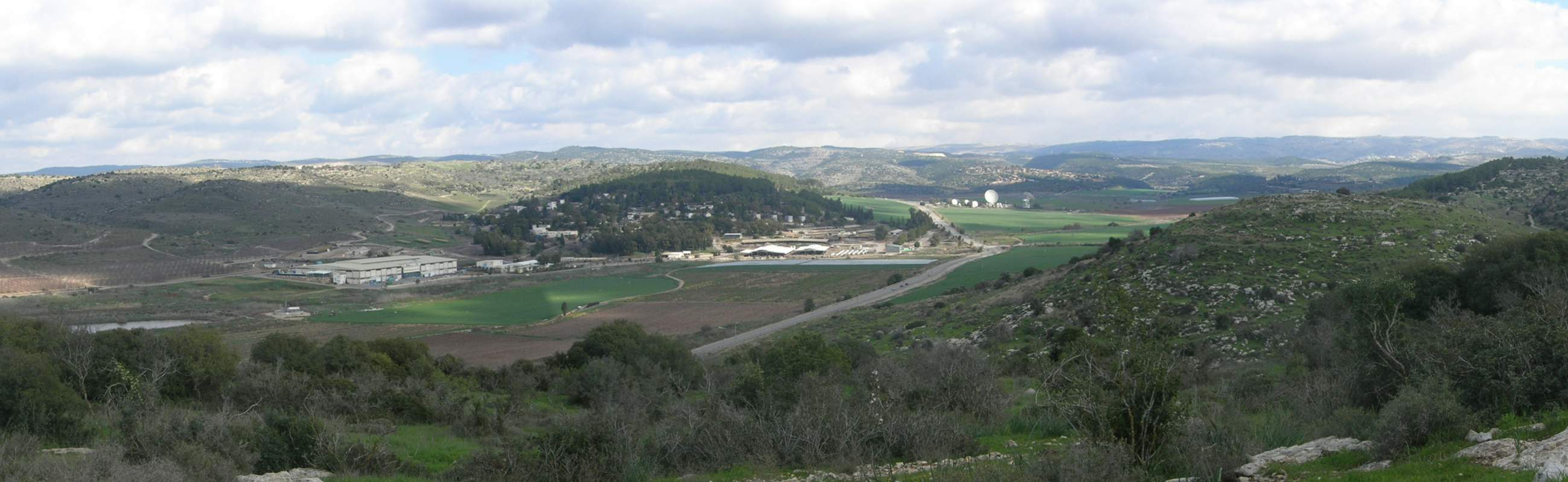
Panorâmica do vale de Elá e do kibutz Netiv ha-Lame